# Йон Пульт
Йон Андрі Пульт (нім. вимова: [jɔn pʊlt]; італійська вимова: [ˈjɔm ˈpult]; нар. 12 жовтня 1984) — швейцарський консультант, історик і політик, член Національної ради Швейцарії від Соціал-демократичної партії з 2019 року. З 2010 до 2018 рік член Великої ради Граубюндена. На федеральних виборах у Швейцарії 2023 року офіційно висунув свою кандидатуру у Федеральну раду Швейцарії, щоб замінити Алена Берсе.

## Молодість й освіта
Народився 12 жовтня 1984 року в Шкуолі, Швейцарія, у сім'ї викладача Клота Пульта та Марселли Пульт (уроджена Палмара), історик мистецтва та перекладачка італійського походження. Виховувався в Гуарді та Мілані, у дитячий садок пішов у Домат/Емс. Його дід був романістом і культурологом. Його дядько Часпер Пульт — викладач романшської мови, перекладач і культурний медіатор (народився 1949 року). Згодом навчався в початковій та середній школах у Курі. Вивчав історію в Цюрихському університеті і здобув диплом ліценціата з історії Ретійської залізниці.

## Професійна кар'єра
2016 року працював у Feinheit, розробнику кампаній і стратегій. З 2022 року — член правління Feinheit. 2014 року став президентом асоціації Alpen-Initiative, метою якої — захист Альп від транзитного руху. У березні 2024 року його обрано членом правління Convivenza Foundation — міжнародного центру меншин.

## Політична кар'єра
2014 року «Ноє цюрхер цайтунг» описала його як політичний талант. Три колишні президенти СДП високо оцінили його, і багато хто вважає перспективним політиком. У 2010 році Жаклін Фер назвала його обіцянкою майбутнього, Пітер Боденманн 2015 року стверджував, що нинішній президент СДП Крістіан Леврат залишився президентом лише для того, щоб дати Пульту ще трохи часу для підготовки, і коли Гельмута Губахера запитали, хто є кандидатами на посаду Леврата, він відповів, що хоча люди говорили про інших, на його думку, Пульт — головний талант партії.

### Кантональна політика
У період з 2005 до 2011 рік був членом муніципальної ради міста Кур, а з 2010 до 2018 рік — членом Великої ради Граубюндена. Як великий радник виступав за перегляд виборчої системи з мажорної на пропорційну й об'єднав зусилля зі Швейцарською народною партією. 2013 року Граубюнденському відділенню СДП вдалося зупинити кандидатуру Санкт-Моріца на право проведення Олімпійських ігор 2022 року.
2018 року подав у відставку, оскільки хотів бути обраним до Національної ради 2019 року, і його партія втратила б місце.

### Член Національної ради
У національній політиці висувався до Національної ради у 2011 і 2015 роках, але обраний не був. 2019 року балотувався до Національної ради (нижня палата), і до Ради кантонів (вища палата). У передвиборчій кампанії до Національної ради позиціювався як орієнтованого на політику щодо дорожнього руху та Європи. Згодом його обрали до Національної ради як представника Граубюндена від СДП.

## Особисте життя
Має громадянство Італії та Швейцарії та живе в Курі. Його місцем походження є Сент у Граубюндені.